# Тијарица
Тијарица је насељено место у саставу града Триља, Сплитско-далматинска жупанија, Република Хрватска.

## Историја
До територијалне реорганизације у Хрватској налазила се у саставу старе општине Сињ. Као самостално насељено место, Тијарица постоји од пописа 2001. године. Настало је спајањем, до тада самосталних насељених места: Врандолац, Горња Тијарица и Доња Тијарица, у ново јединствено насеље Тијарица.

## Становништво
На попису становништва 2011. године, Тијарица је имала 374 становника. За национални састав становништва 1991. године, погледати под: Врандолац, Горња Тијарица и Доња Тијарица.
| Број становника по пописима | Број становника по пописима | Број становника по пописима | Број становника по пописима | Број становника по пописима | Број становника по пописима | Број становника по пописима | Број становника по пописима | Број становника по пописима | Број становника по пописима | Број становника по пописима | Број становника по пописима | Број становника по пописима | Број становника по пописима | Број становника по пописима | Број становника по пописима |
| --------------------------- | --------------------------- | --------------------------- | --------------------------- | --------------------------- | --------------------------- | --------------------------- | --------------------------- | --------------------------- | --------------------------- | --------------------------- | --------------------------- | --------------------------- | --------------------------- | --------------------------- | --------------------------- |
| 1857                        | 1869                        | 1880                        | 1890                        | 1900                        | 1910                        | 1921                        | 1931                        | 1948                        | 1953                        | 1961                        | 1971                        | 1981                        | 1991                        | 2001                        | 2011                        |
| 806                         | 946                         | 1.022                       | 1.156                       | 1.333                       | 1.452                       | 1.469                       | 1.525                       | 1.511                       | 1.518                       | 1.458                       | 1.407                       | 1.250                       | 1.068                       | 750                         | 374                         |

Напомена: У 2001 настало спајањем насеља Доња Тијарица, Горња Тијарица и Врандолац. За та бивша насеља садржи податке од 1857. до 1991.